# گوش‌ماهی شاه
گوش‌ماهی شاه (نام علمی: Pecten maximus) نام یک گونه از راسته چروک‌صدف‌سانان است.